# بالدوین دوم، امپراتور لاتین
بالدوین دوم قسطنطنیه که با عناوینی همچون بالدوین کورتنی و بالدوین شکسته شناخته می‌شود، امپراتور امپراتوری لاتین قسطنطنیه از سال ۱۲۲۸ تا ۱۲۷۳ میلادی بود. وی پس از روبرت کورتنی به این مقام رسید اما به دلیل نرسیدن به سن قانونی، پدر همسرش، جان برین تا زمانی که وی به سن قانونی، نایب امپراتوری لاتین شد.